# Two Flags West
Two Flags West is een Amerikaanse western uit 1950 onder regie van Robert Wise. Destijds werd de film in Nederland uitgebracht onder de titel Met vliegende vaandels.

## Verhaal
In 1863 krijgen de krijgsgevangenen van de Confederatie hun vrijheid terug op voorwaarde dat ze zich aansluiten bij de Unie om de westgrens te helpen verdedigen tegen indianen. Kolonel Tucker gaat akkoord met die regeling. Zijn nieuwe commandant Henry Kenniston heeft een diepgewortelde afkeer voor het Zuiden. Hij is bovendien verliefd op de weduwe van zijn gesneuvelde broer.

## Rolverdeling
| Acteur           | Personage              |
| ---------------- | ---------------------- |
| Joseph Cotten    | Kolonel Clay Tucker    |
| Linda Darnell    | Elena Kenniston        |
| Jeff Chandler    | Majoor Henry Kenniston |
| Cornel Wilde     | Kapitein Mark Bradford |
| Dale Robertson   | Lem                    |
| Jay C. Flippen   | Sergeant Terrance Duey |
| Noah Beery jr.   | Cy Davis               |
| Harry von Zell   | Ephraim Strong         |
| Johnny Sands     | Luitenant Adams        |
| Arthur Hunnicutt | Sergeant Pickens       |